# Исигуро, Хидэхико
Хидэхико Исигуро (яп. 石黒 英彦 Исигуро Хидэхико, 20 декабря 1884 — 21 июня 1945) — японский государственный деятель, губернатор префектур Хоккайдо (1937—1938), Иватэ (1931—1937) и Нара (1931), заместитель министра культуры Японии (1938—1939).

## Биография
Родился в префектуре Хиросима как пятый сын Сэйдзаэмона Исигуро. В июле 1910 года юридический факультет (немецкое право) Токийского императорского университета. В мае 1911 года стал главой отдела по сбору реставрационных исторических материалов Министерства культуры. В июне 1913 года был назначен главой в отдел по академическим вопросам. После этого служил в Министерстве внутренних дел, где занимал должности члена правления префектуры Акита и инспектор префектуры Гумма.
В августе 1919 года переехал в генерал-губернаторство Корею, где стал членом администрации провинции Когэндо. Кроме того, занимал должности члена администрации провинции Хэйан-хокудо и начальника регионального отдела Бюро внутренних дел генерал-губернаторства Кореи. В феврале 1927 года переехал в генерал-губернаторство Тайвань, где был назначен на должность директора отдела по образованию и культуре, а затем стал директора отдела внутренних дел.
В мае 1931 года Исигуро стал губернатором префектуры Нара. Затем с декабря 1931 года по июнь 1937 года являлся губернатором префектуры Иватэ. Во время своего пребывания на этом посту Хидэхико внёс огромный вклад в восстановление после землетрясения и цунами Сёва-Санрику в 1933 году. Через год после этого Исигуро участвовал в сочинении «Песни памяти» и «Песни восстановления». С июня 1937 года по декабрь 1938 года являлся губернатором префектуры Хоккайдо. В 1938 году в храме Хоккайдо-дзингу основал храм первопроходцев Хоккайдо Кайтаку-дзиндзя. Хидэхико также учредил исполнительный комитет зимних Олимпийских игр 1940 года в Саппоро, отменённых из-за Второй мировой войны. В декабре 1938 года занял пост заместителя министра культуры Японии и оставался на этом посту до 1939 года, когда вышел в отставку.
После этого с июня 1942 года по октябрь 1943 года Исигуро занимал пост директора отдела образования Ассоциации помощи трону.

## Семья
Сын, Такэдзиро Исигуро, капитан Императорской армии Японии погиб в бою. Дочь вышла замуж за Киити Хосою, заместителя генерального секретаря Кабинета министров.